# LT&SR Brake Third 22
Die dreiachsigen Abteilwagen der 3. Klasse mit Gepäck- und Zugführerabteil (im Englischen mit Brake Third bezeichnet) nach Musterblatt 22 der britischen London, Tilbury and Southend Railway (LT&SR) wurden 1897 gebaut. 

## Geschichte
1897 ließ die LT&SR bei der Metropolitan Railway Carriage and Wagon Company sechs dreiachsige Abteilwagen der 3. Klasse mit mittig angeordnetem Gepäck- und Zugführerabteil bauen. An einem Wagenende befanden sich zwei, am anderen ein 3. Klasse-Abteil. Die jeweils äußeren Abteile waren für Raucher vorbehalten.
Mit der Übernahme der LT&SR durch die Midland Railway (MR) 1912 gingen die Wagen an die MR über und wurden dort neu nummeriert. Vier Exemplare erlebten 1923 auch noch den Zusammenschluss der MR mit anderen Gesellschaften zur London, Midland and Scottish Railway (LMS), wo sie erst nach 1933 außer Dienst gestellt und verschrottet wurden.

## Lackierung und Beschriftung
Die Wagenkästen bestanden, wie bei allen Personenwagen der LT&SR, aus klarlackiertem Teakholz und hatten goldfarbene Zierlinien und Beschriftungen mit rotem Schatten. Die Dächer waren hellgrau, Fahrgestelle und alle anderen Metallteile wurden schwarz lackiert. Bei Wagen mit Zugführer- und Gepäckabteil bekamen die Stirnseiten einen zinnoberroten Anstrich.